# Euserica mulsanti
Euserica mulsanti är en skalbaggsart som beskrevs av Brenske 1902. Euserica mulsanti ingår i släktet Euserica och familjen Melolonthidae. Inga underarter finns listade i Catalogue of Life.